# Mistrovství světa v plážovém fotbale 1997
Mistrovství světa v plážovém fotbale 1997 bylo 3. ročníkem MS v plážovém fotbale, které se konalo v brazilském městě Rio de Janeiro na pláži Copacabana v období od 14. do 19. ledna 1997. Účastnilo se ho 8 týmů, které byly rozděleny do 2 skupin po 4 týmech. Ze skupiny postoupily do vyřazovací fáze první a druhý celek. Vyřazovací fáze zahrnovala 4 zápasy. Brazílie postoupila do finále, ve kterém porazila Uruguay 5:2 a potřetí tak vyhrála mistrovství světa. Nováčky turnaje byly týmy Portugalska, Francie a Japonsko.

## Stadion
Mistrovství se odehrálo na jednom stadionu v jednom hostitelském městě: Copacabana Beach Soccer Arena (Rio de Janeiro).
| Rio de Janeiro                  |
| ------------------------------- |
| Copacabana Beach Soccer Arena   |
| Kapacita: 10 000 Rio de Janeiro |

## Týmy
Na tento turnaj se nehrála žádná kvalifikace, týmy byly pozvány. Afrika a Oceánie nebyla zastoupena žádným týmem.
| - Severní, Střední Amerika a Karibik (CONCACAF) - USA - Asie (AFC) - Japonsko - Jižní Amerika (CONMEBOL) - Argentina - Uruguay |  | - Evropa (UEFA) - Portugalsko - Itálie - Francie - Hostitel - Brazílie |

## Zápasy

### Skupinová fáze
| Vysvětlivky                                          |
| ---------------------------------------------------- |
| Týmy na prvních dvou místech postupují do semifinále |
| Vítěz zápasu je tučně zvýrazněn                      |

#### Skupina A
| Tým         | Z | V | R | P | VG | IG | +/− | B |
| ----------- | - | - | - | - | -- | -- | --- | - |
| Brazílie    | 3 | 3 | 0 | 0 | 27 | 8  | +19 | 9 |
| USA         | 3 | 2 | 0 | 1 | 12 | 11 | +1  | 6 |
| Portugalsko | 3 | 1 | 0 | 2 | 14 | 18 | −4  | 3 |
| Japonsko    | 3 | 0 | 0 | 3 | 5  | 21 | −16 | 0 |

| 14. ledna 1997 |        |          |                 |
| Brazílie       | 12 : 3 | Japonsko | Pláž Copacabana |
|                |        |          | Pláž Copacabana |

| 14. ledna 1997 |       |             |                 |
| USA            | 7 : 5 | Portugalsko | Pláž Copacabana |
|                |       |             | Pláž Copacabana |

| 15. ledna 1997 |        |             |                 |
| Brazílie       | 10 : 2 | Portugalsko | Pláž Copacabana |
|                |        |             | Pláž Copacabana |

| 15. ledna 1997 |       |          |                 |
| USA            | 2 : 1 | Japonsko | Pláž Copacabana |
|                |       |          | Pláž Copacabana |

| 16. ledna 1997 |       |     |                 |
| Brazílie       | 5 : 3 | USA | Pláž Copacabana |
|                |       |     | Pláž Copacabana |

| 16. ledna 1997 |       |          |                 |
| Portugalsko    | 7 : 1 | Japonsko | Pláž Copacabana |
|                |       |          | Pláž Copacabana |

#### Skupina B
| Tým       | Z | V | R | P | VG | IG | +/− | B |
| --------- | - | - | - | - | -- | -- | --- | - |
| Uruguay   | 3 | 2 | 0 | 1 | 16 | 15 | +1  | 6 |
| Argentina | 3 | 2 | 0 | 1 | 10 | 8  | +2  | 6 |
| Itálie    | 3 | 1 | 0 | 2 | 12 | 11 | +1  | 3 |
| Francie   | 3 | 1 | 0 | 2 | 7  | 10 | −3  | 3 |

| 14. ledna 1997 |       |           |                 |
| Uruguay        | 5 : 4 | Argentina | Pláž Copacabana |
|                |       |           | Pláž Copacabana |

| 14. ledna 1997 |       |         |                 |
| Itálie         | 4 : 1 | Francie | Pláž Copacabana |
|                |       |         | Pláž Copacabana |

| 15. ledna 1997 |       |         |                 |
| Francie        | 5 : 4 | Uruguay | Pláž Copacabana |
|                |       |         | Pláž Copacabana |

| 15. ledna 1997 |       |        |                 |
| Argentina      | 3 : 2 | Itálie | Pláž Copacabana |
|                |       |        | Pláž Copacabana |

| 16. ledna 1997 |       |         |                 |
| Argentina      | 3 : 1 | Francie | Pláž Copacabana |
|                |       |         | Pláž Copacabana |

| 16. ledna 1997 |       |        |                 |
| Uruguay        | 7 : 6 | Itálie | Pláž Copacabana |
|                |       |        | Pláž Copacabana |

## Vyřazovací fáze
|  | Semifinále | Semifinále     | Semifinále |  |  | Finále      | Finále      | Finále      |
|  |            |                |            |  |  |             |             |             |
|  |            | Uruguay (pen.) | 4 (2)      |  |  |             |             |             |
|  |            | USA            | 4 (1)      |  |  |             |             |             |
|  |            |                |            |  |  |             | Brazílie    | 5           |
|  |            |                |            |  |  |             | Uruguay     | 2           |
|  |            | Brazílie       | 14         |  |  |             |             |             |
|  |            | Argentina      | 3          |  |  | Třetí místo | Třetí místo | Třetí místo |
|  |            |                |            |  |  |             | USA         | 5           |
|  |            |                |            |  |  |             | Argentina   | 1           |

#### Semifinále
| 18. ledna 1997 |                  |     |                 |
| Uruguay        | 4 : 4 2 : 1 pen. | USA | Pláž Copacabana |
|                |                  |     | Pláž Copacabana |

| 18. ledna 1997 |        |           |                 |
| Brazílie       | 14 : 3 | Argentina | Pláž Copacabana |
|                |        |           | Pláž Copacabana |

#### O 3. místo
| 19. ledna 1997 |       |           |                 |
| USA            | 5 : 1 | Argentina | Pláž Copacabana |
|                |       |           | Pláž Copacabana |

#### Finále
| 19. ledna 1997 |       |         |                 |
| Brazílie       | 5 : 2 | Uruguay | Pláž Copacabana |
|                |       |         | Pláž Copacabana |